# گانگریو
گانگریو (ガングレイヴ Gangureivu) عنوان یک بازی ویدئویی به سبک تیراندازی سوم شخص است که توسط رد انترتینمنت (به‌وسیلهٔ سگا در آمریکا و اکتیویژن در اروپا) به‌طور انحصاری برای کنسول پلی‌استیشن ۲ ساخته و منتشر شده است. داستان گانگریو به دنبال شخصیت اصلی آن با پشت سر گذاشتن مراحل مختلف در مسیری از انتقام است.
در حالی که بازی با واکنش‌های متوسطی از سوی منتقدان همراه بود، با این وجود طراحی شخصیت‌ها مورد تحسین قرار گرفت که اثر خالق بازی یاسوهیرو نایتو (ترای‌گان)، و طراح مکانیکی بازی اثر کوسکه فوجیشیما (آه خدای من) بود. سبک‌های منحصر به فرد این دو هنرمند به بازی احساس متفاوتی بخشید که همراه با پشتیبانی طرفداران به گانگریو کمک کرد تا از یک بازی ویدئویی به یک مجموعه تلویزیونی انیمه به همین نام و همچنین یک بازی ویدئویی دنباله تحت عنوان گانگریو: اُوِردوز در سال ۲۰۰۴ برای پلی‌استیشن ۲ تبدیل شود. دنباله‌ای جدید از این بازی نیز به نام گانگریو: گور در نوامبر ۲۰۲۲، برای پلتفرم‌های پلی‌استیشن ۴، پلی‌استیشن ۵، ایکس‌باکس وان، ایکس‌باکس سری اکس/اس، و مایکروسافت ویندوز منتشر شد.